# Ямник (Тверская область)
Ямник — деревня в Бологовском районе Тверской области, входит в состав Кафтинского сельского поселения.

## География
Деревня находится в северной части Тверской области на расстоянии приблизительно 14 км на северо-восток по прямой от районного центра города Бологое недалеко от восточного берега озера Кафтино.

## История
В 1909 году здесь было 13 дворов. В советское время работали колхоз «Красный Ямник» и «Красный рыбак».

## Население
Численность населения: 62 человека (1909), 11 (русские 100 %) в 2002 году, 1 в 2010.